# Vermoil
Vermoil es una freguesia portuguesa del municipio de Pombal, con 21,71 km² de superficie y 2656 habitantes (2011). Su densidad de población es de 131,5 hab/km². 
De origen medieval, su fundación se relaciona con la construcción de un hospicio, transformado luego en hospital, a cargo de monjes benedictinos procedentes de Vermoim, de donde derivaría el nombre actual de la freguesia, constituida como tal en 1835.